# Parafia św. Barbary w Golcowej
Parafia św. Barbary w Golcowej – parafia rzymskokatolicka znajdująca się w archidiecezji przemyskiej, w dekanacie Domaradz. 